# قبيلة شراحيل
قبائل شراحيل أو قبيلة شراحيل هي قبيلة كبيرة تتواجد بكثرة في منطقة جازان تحديدًا في محافظة فيفاء وفي مركز الخشل ايضا تتواجد بشكل قليل في شمال اليمن وتعتبر من اكبر قبائل فيفاء من ناحية العدد وهي من القبائل البادية التي لاتستسقر بمكان واحد وترجع لخولان بن عمرو بن الحاف بن قضاعة بن مالك بن حمير بن سبأ بن يشجب بن يعرب بن قحطان.

## ديار ومراكز بني شراحيل
لها 14 قرية ومركزين:
1. 1- مركز الخشل.[4]
2. 2- مركز الجوة.[5]
3. السودى.
4. البحار.
5. أبو العصمة.
6. الركبة.
7. الروان.
8. قائم بني شراحيل.
9. المجرم.
10. ثربة الغالة الداخلية.
11. الغالة الخارجية.
12. ذراع آل حشيش.
13. تغب.
14. رحبان.
15. الشرقي.
16. مدار.

## فخوذ قبائل آل شراحيل
-اقبيلة آل شراحيل الجوة-
- ال مجار[6]

- ال مخشم
- ال صحبة
- ال طالع
- ال علي
- ال شرافة
- ال مصيلي
- ال ثربة
- ال مجرمي
- ال مرادي
- ال غبيس
- ال العيداني

-قبيلة آل شراحيل الخشل-
- ال حصام[7]
- ال هلمان[8]
- ال حلوي
- ال جغم
- ال أعوج
- ال محدر
- ال حريص[9]

وتنفصل بني شراحيل إلى قبيلتين في جبل فيفاء والخشل
وبني شراحيل بالخشل متحالفه مع الحرث
ولاتنسب للحرث فقط حلف لااكثر

## إسلام قبائل شراحيل
عند ظهور الإسلام أسلمت قبائل خولان كافه، وكانت قبيلة آل شراحيل ضمن قبائل خولان التي أسلمت في السنة العاشرة للهجرة، حيث وصل وفد من قبائل خولان إلى الرسول معلناً له الدخول في الإسلام، وشارك مجموعة من أبناء قبائل خولان في الفتوحات الإسلامية

## لغة قبائل آل شراحيل
اللغة التي يتحدثون بها أبناء قبيلة آل شراحيل
- اللغة العربية الحميرية
- اللغة العربية التهامية

## حلف الحرث
```
هي احلاف أو عدة قبائل التي لم تخترق إلى يومنا هذا 
```

من قبل المخلاف السليماني والتي لم يصل اليها أي جيش
منهم: جيوش ال خيرات وامام اليمن والإدريسي
وكانت اغلب المعارك تنتهي معهم بتفاوض لحنكت وقوة شيوخ قبائلها
وافراد هذه القبائل وكانوا من أقوى الجيوش في المنطقة والتي لا يتدخل أي أحد في شوؤنها تحت قائد جيشها ابن سيبان
وتأسست إمارة الحرث بعد هذا التحالف
سنة 1353 هـ
كما قال الشاعر ابن محوس:
حلفنا الميزر لكسار العظام
للنبابيت تنسى الجامكيه

## المعارك
1- معركة الحفائر 
كانت المعركة سنة 1329 هـ
ضد الدولة العثمانية
وشاركة بها جميع قبائل منطقة جازان
ومنها قبائل الحرث محلفنا  بينها قبيلة بني شراحيل
وكان قائد القبيلة الشيخ / سيبان ال حريصي الشراحيلي
وكان قائد كل عريفه من بني شراحيل
شيوخ العرائف
ال اعوج - وال جغم  - ال حصام - ال حريص - ال محدر -
ال هلمان - ال حلوي
ونتصرت فيها قبائل حلف المخلاف السليماني
المعروف بمنطقة جازان الآن
وهي أكبر هزيمه لدوله العثمانية في تاريخها
2- معركة صامطه
كانت ضد جيش الامام يحيى امام اليمن في صامطه عام 1344 هـ ولم تشارك فيه قوات الشريف الادريسي وقد أبطأ في إرسال عتاد لوضع الدولة الإدريسيه في ذلك الوقت من خلافات داخلية لمساندة قبيلة بني شبيل وقد انتخى شيخ قبيلة:
بني شبيل في قبائل بني الحكم وبني مسروح وقبائل حلف الحرث
وقد مات فيها قائد حلف الحرث من قبيلة بني شراحيل الشيخ سيبان ال حريصي الشراحيلي
الذي اجمعوا شيوخ قبائل حلف الحرث على ان يكون فيها قائدهم من جهة الشرق وقد رماه أحد جنود جيش الامام وهو كان يوجه الجيش وتم  اثر ذلك انسحب جيش الامام  بعد مقتل الشيخ سيبان وذلك لمكانته بين عموم هذه القبائل
وكان لقبائل بني شبيل -و بني الحكم -بني حمّد -و بني مسروح -و رجال الحرث النصر الكبير
3- معركة الخميسين
كانت هذه المعركة بعد اكتشاف ان أحد الجنود من جيش الامام الذي كان في صامطة والذي أطلق النار على قائد جيش حلف الحرث الشيخ / سيبان حريصي شراحيلي
وقد علم به الشيخ / علي بن سيبان ال حريصي شراحيلي
وذهب إلى بلاد الخميسين  التي تقع بالقرب من محافظة حجه لثأر لأبوه وقد كان معه أحد الخيالة الشيخ / يحيى بن بتران ال اعوجي شراحيلي وعدد من أفراد قبيلة بني شراحيل وقتل قاتل ابوه ومن كانوا يحامون عنه وعاد الشيخ علي وتم تنصيبه شيخ شمل على قبيلة بني_شراحيل بعد ان رفضها الشيخ/يحيى بن بتران ال اعوجي وكتفى برئاسة فخذ اعوجي وجغمي

## هجرة آل جغم من جبل فيفاء
كانت هجرة فخذ قبيلة آل جغم من جبل فيفاء هناك اقوال
عديدة

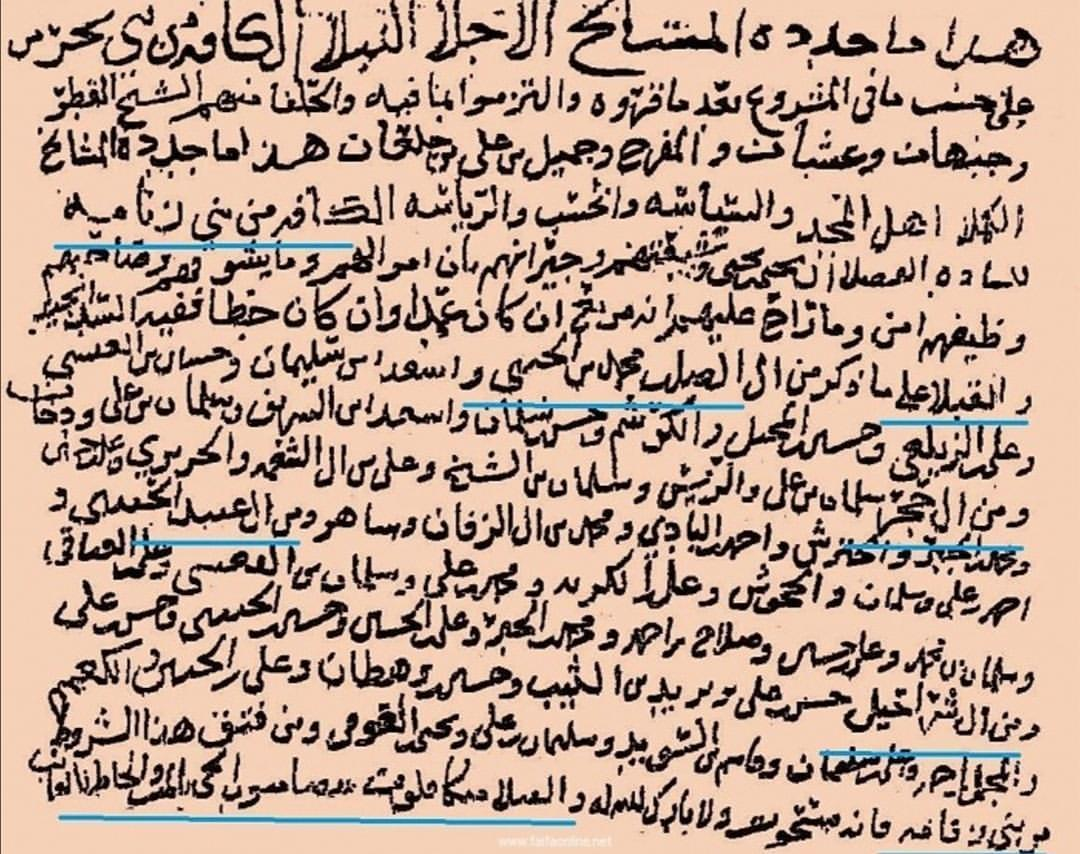
مخطوطة ذكرت قبيلة آل شراحيل

في مخطوط تاريخي والذي ورد فيه هجرة بني شراحيل من جبل فيفاء إلى بلاد الحرث بتحديد كما هو موضح ضواحي وادي (الدحن) والتي كانت سنة 1022 هـ
كما أسست قبيلة بني شراحيل مركز الخشل التابع الآن إلى محافظة الحرث، ومنهم من يقول من الحرب ومنهم من يقول من الجوع والفقر في تلك الايام.